# Hoplopleura scapteromydis
Hoplopleura scapteromydis är en insektsart som beskrevs av Ronderos 1965. Hoplopleura scapteromydis ingår i släktet Hoplopleura och familjen gnagarlöss. Inga underarter finns listade i Catalogue of Life.